# Ховенмей Байкара
Байкара (Бей-Кара) Дамчаєвич Ховенмей (20 січня 1915 — 5 жовтня 1972) — прозаїк, поет, публіцист, літературознавець, перекладач, художник, заслужений працівник культури Тувинської АРСР (1965). Член Спілки письменників ТНР, Спілки письменників СРСР, Спілки журналістів СРСР.
Народився в 1915 році в селі Баян-Кол. Навчався в Комуністичному університеті народів Сходу. Працював палітурником в першій в республіці друкарні з монголомовним шрифтом, створеної на базі газети «Червоний орач». Працював кореспондентом в газеті «Шин» («Правда»), потім став редактором газети «Вільний арат». Секретарем ЦК Революційного Союзу молоді ТНР (1939—1940), секретарем Улуг-Хемського кожкома ТНР (1941—1942), секретарем Президії Малого Хуралу ТНР, відповідальним секретарем Спілки письменників ТНР (1942—1943), секретарем виконавчого комітету Тувинської автономної області (1944—1947), літературним співробітником газети «Шин», завідувачем партархіва обкому КПРС (1967—1972). Брав активну участь в становленні тувинського радіомовлення.